# Teach For America
Teach For America — американская некоммерческая организация, привлекающая выпускников-педагогов для преподавания в районах США с низким уровнем доходов населения.

## История
Организация была основана в 1989 году выпускницей Принстонского университета Венди Копп. Благодаря инвесторам в 1990 году в TFA начали работу 384 молодых учителя. В 2012 году в организацию поступило около 48 000 заявок на преподавание, в результате чего было принято 5800 новых учителей в 48 регионах. 38 % из них не европеоидной расы, 13 % из них афроамериканцы, а 10 % — латиноамериканского происхождения.
История первых десяти лет в организации запечатлен в книге Копп One Day, All Children: The Unlikely Triumph of Teach For America and What I Learned Along the Way. В январе 2011 года Венди Копп выпустила свою вторую книгу: A Chance To Make History, в которой изложила свой взгляд на американское образование, проработав в нём 20 лет.

## Деятельность

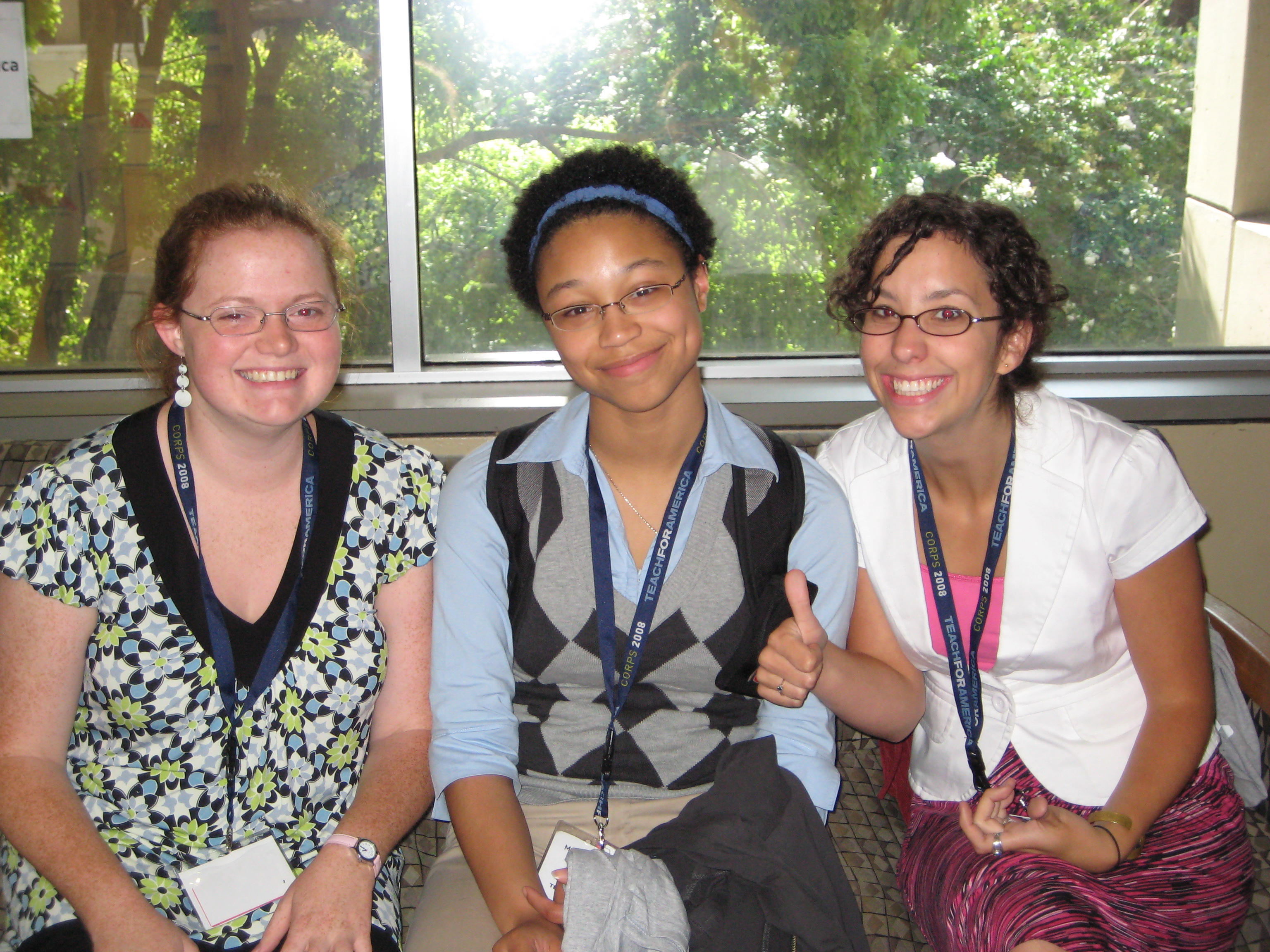
Молодые учителя Teach For America

Teach For America предлагает выпускникам колледжей и университетов в течение двух лет учить школьников в городских и сельских общинах на всей территории США. Таким образом выпускники получают ценный опыт преподавания и обучают детей из семей с низким уровнем доходов. В то же время деятельность выпускников в большинстве случаев несертифицирована, но в TFA они могут по окончании своего пребывания в школах защитить курсовую работу и получить сертификацию.
Перед преподаванием новые учителя проходят пятинедельные летние тренинги для подготовки их к школьным образовательным программам. Teach For America участвует в образовании детей в городских районах, таких как Нью-Йорк и Хьюстон, а также в сельской местности (в Северной Каролине и Дельте Миссисипи) и других.
В 2014 году Teach For America заявила, что 64 % всех прошедших через неё учителей остаются в педагогике: полный рабочий день заняты работой в образовательных учреждениях или изучением педагогики.

## Критика
Teach For America неоднократно подвергалась критике. Многие оппоненты утверждают, что программа заменяет опытных учителей на молодых, которые обучались только пять недель в течение лета, но работают практически на тех же условиях с той же зарплатой .
В одной из статей USA Today журналист написал о том, что многие обеспокоены тем, что TFA отнимает рабочие места у профессионалов, лишая тех работы. Также в статье упоминался непрофессионализм некоторых молодых учителей. Пресс-секретарь TFA Керси Марселло заявила, что зачастую выпускники преподают в неблагоприятных районах и при приёме на эту работу они проходят собеседование, как обычные учителя.
Критики TFA как аргумент также приводят результаты исследования Mathematica Policy Research, проведённого в 2004 году, которое показало, что учителя TFA поднимают уровень знания математики у школьников незначительно по сравнению с классическими учителями. В это же время нет никаких различий в результатах учеников из двух групп в чтении.
В статье Campus Progress, вышедшей в 2010 году, ставится под сомнение факт, что молодые педагоги готовы к работе в экстремальных условиях, когда после краткого курса их «с головой окунают» в самые неблагополучные школьные округа Соединённых Штатов.
В 2011 году на радио в Сиэтле Копп сказала, что американцы часто не понимают функцию TFA. «Мы организация развития лидерства, а не образовательная, — сказала она, — Думаю, если этого не понимать, то, конечно, можно легко разнести всё в пух и прах». По мнению критиков, этим комментарием Копп показала, что TFA существует больше для карьерного старта новобранцев, чем для учеников, которым должна помогать.

## Выпускники-преподаватели
- Питер Герман (Нью-Йорк '90) — американский актёр
- Марк Д. Левин (Нью-Йорк '91) — член нью-йоркского совета еврейской фракции
- Мишель Ри (Балтимор '92) — бывший канцлер Частных школ округа Колумбия, основатель The New Teacher Projec и StudentsFirst
- Кевин Хаффман (Хьюстон '92) — комиссар по образованию штата Теннесси
- Майк Фейнберг (Хьюстон '92) — соучредитель KIPP
- Дэйв Левин (Хьюстон '92) — соучредитель KIPP
- Смоки Фонтейн (Балтимор '93) — американский писатель, музыкальный критик и редактор
- Алек Росс (Балтимор '94) — старший советник по инновациям госсекретаря Хиллари Клинтон
- Грегг Коста (Дельта Миссисипи '94) — судья Окружного суда Соединенных Штатов Южного округа штата Техас.
- Джейсон Камрас (Вашингтон, округ Колумбия '96) — национальный учитель года (2005)
- Майк Джонстон (Дельта Миссисипи '97) — сенатор штата Колорадо
- Зик Vanderhoek (Нью-Йорк '98) — основатель The Equity Project
- Тим Морхауз (Нью-Йорк '00) — серебряный призёр в мужском фехтовании на летних Олимпийских играх 2008
- Билл Фергюсон (Балтимор '05) — сенатор штата Мэриленд
- Джон С. Уайт (2010) — начальник системы образования Луизианы
- Джеймс Фоли (Феникс) — фотожурналист